# Ulla Dahlerup
Ulla Dahlerup, född 21 mars 1942, är en dansk journalist, författare och politiker för Dansk Folkeparti.
Ulla Dahlerup är dotter till folkhögskoleföreståndaren Erik Dahlerup (*1909) och lektorn och politikern Elin Høgsbro Appel (1913-1980), samt syster till litteraturhistorikern Pil Dahlerup och professorn Drude Dahlerup. Hon växte upp på Testrup folkhögskola utanför Århus där föräldrarna arbetade. Föräldrarna skiljde sig då Dahlerup var sju år gammal och hon flyttade tillsammans med sina systrar med modern till Allerød. Hon tog realexamen 1958 och tillbringade därefter ett år på internatskola i Schweiz.
Dahlerup författardebuterade 1961 med romanen Gløder i asken. Uppföljaren Jagt efter vinden (1962) fick mycket dåliga recensioner i medierna. Båda romanerna skildrade en ung kvinnas sexuella frigörelse. Novellsamlingen Sankt Jørgens Gård (1969) fick dock goda recensioner och hon tilldelades 5000 danska kronor av Statens Kunstfond. Hon debuterade som dramatiker 1972 med pjäsen Bare jeg var som de andre. Störst framgång fick hon dock med dramat Katten op at stege, som bl.a. uppfördes på Folketeatret.
Dahlerup väckte stor uppmärksamhet 1963 då hon i tv-programmet Focus på Danmarks Radio argumenterade för att flickor under 18 år skulle kunna tilldelas pessar av bl.a. skolläkare utan föräldrarnas samtycke. Detta ledde till att hon tilldelades smeknamnet ”Pessar-Ulla” i medierna. 1970 var hon åter i rampljuset då hon tillsammans med runt 25 rødstrømper steg på en buss och vägrade betala mer än 80 % av biljettpriset för att markera löneskillnaderna mellan könen. Polis tillkallades och ett foto där en polisman bär ut Dahlerup ur bussen blev utsedd till ”årets foto”. Hennes engagemang i rödstrumporna var dock kortvarigt på grund av hennes anti-intellektuella- och anti-marxistiska ståndpunkter.
Dahlerup är även frilansjournalist och har arbetat för Danmarks Radio, Ekstra Bladet, B.T., Berlingske Tidende och Aktuelt. Hon har även varit ledamot i TV2:s styrelse (2003-2009).
I februari 2003 gick Dahlerup med i Dansk Folkeparti och ställde upp som kandidat i Europaparlamentsvalet 2004 som nummer två på partiets kandidatlista efter Mogens Camre. Hon blev dock inte invald.